# Mangge (Lambu)
Mangge is een bestuurslaag in het regentschap Bima van de provincie West-Nusa Tenggara, Indonesië. Mangge telt 1348 inwoners (volkstelling 2010).